# Castle Batch
Castle Batch är ett slott i Storbritannien.   Det ligger i kommunen North Somerset och riksdelen England, i den södra delen av landet, 190 km väster om huvudstaden London. Castle Batch ligger 11 meter över havet.
Terrängen runt Castle Batch är platt. Havet är nära Castle Batch åt nordväst. Runt Castle Batch är det tätbefolkat, med 493 invånare per kvadratkilometer. Närmaste större samhälle är Weston-super-Mare, 4,8 km sydväst om Castle Batch. Trakten runt Castle Batch består i huvudsak av gräsmarker.